# Seznam australských spisovatelů
Seznam australských spisovatelů obsahuje přehled některých významných spisovatelů, narozených nebo převážně publikujících v Austrálii.

## A
- Robert Adamson (* 1943), básník
- Jessica Andersonová (* 1925)
- Thea Astleyová (* 1925)

## B
- Barbara Bayntonová (1857–1929)
- Barcroft Henry Boake (1866–1892), básník
- Rolf Boldrewood (1826–1915), vlastním jménem Thomas Alexander Browne
- Martin Boyd (1893–1972)
- Christopher John Brennan (1870–1932)
- Vincent Buckley (1925–1988)
- Alexander (John) Buzo (* 1944), dramatik

## C
- David Campbell (1915–1979)
- Peter Carey (* 1943)
- Marcus Clarke (1846–1881)
- James Clavell (1924–1994)
- Dymphna Cusacková (1902-1981)

## E
- Greg Egan (* 1961), sci-fi

## F
- Colin Falconer (* 1953)

## G
- John Gunn (* 1925), autor knih pro mládež

## Ch
- A. Bertram Chandler (1912–1984), sci-fi.

## K
- Thomas Keneally (* 1935)

## L
- Eric Lambert (1918–1966), protiválečná próza

## M
- Alan Marshall (1902–1984), publicista

## N
- Judy Nunn (* 1945)
- Garth Nix (* 1963)

## W
- Kath Walkerová (1920–1993)
- Patrick White (1912–1990)